# Efraim Sneh

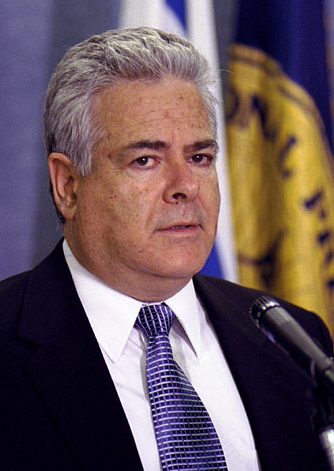
Efraim Sneh (Jim Wallace, 2002)

Efraim Sneh (hebräisch אפרים סנה; * 19. September 1944 in Tel Aviv) ist ein israelischer Politiker und Arzt. Er war ein Mitglied der Knesset für die Awoda und diente von 2006 bis 2007 als stellvertretender Verteidigungsminister Israels.

## Leben
Sneh ist der Sohn von Mosche Sneh, einem der Leiter der Hagana. Sein Vater wurde in die erste Knesset als Vertreter der Mapam gewählt, bevor er zur Kommunistischen Partei überwechselte.
Sneh diente von 1962 bis 1964 in der Nachal-Brigade. Er studierte Medizin an der Universität Tel Aviv und spezialisierte sich auf Innere Medizin. Nach seinem Studium kehrte er in den militärischen Dienst als ein Bataillonsarzt zurück, dann diente er als Arzt der israelischen Fallschirmjäger-Brigade. Im Jom-Kippur-Krieg befehligte er eine medizinische Einheit der Brigade in den Schlachten westlich des Suez-Kanals. Sneh befehligte auch die medizinische Einheit der Operation Entebbe, diente als Kommandant der Elite-Einheit 669 und als Kommandant der Sicherheitszone im Südlibanon. Zuletzt war er Leiter der Zivilverwaltung der West Bank im Rang eines Brigadegenerals (Tat-Aluf).
Nach seiner Entlassung aus der Armee im Dezember 1987 trat er in die Arbeitspartei ein. 1992 wurde Sneh in die Knesset gewählt und war von 1994 bis 1996 als Minister für Gesundheit tätig. 1999 wurde er zum stellvertretenden Minister für Verteidigung und 2001 zum Minister für Verkehr ernannt.
Sneh war gegen den Rückzug aus dem südlichen Libanon, aber schließlich akzeptierte er Ehud Baraks Entscheidung. Er hat wiederholt seine Besorgnis über das Atomprogramm des Iran geäußert. 2006 beschwerte sich der Iran beim UN-Sicherheitsrat über seine Ausführungen, wonach Israel bereit sein müsse, um jeden Preis Irans Atomprogramm zu verhindern.
Am 30. Oktober 2006 wurde Sneh zum stellvertretenden Minister für Verteidigung der 31. Regierung unter Ministerpräsident Ehud Olmert. Er diente unter Verteidigungsminister Amir Peretz, der auch Vorsitzender der Awoda war. Die Ablösung von Peretz durch Barak als Parteichef und Verteidigungsminister im Sommer 2007 führte auch zu einer Änderung in der stellvertretenden Position; Sneh musste am 18. Juni 2007 sein Amt räumen und wurde durch Matan Vilnai ersetzt.
Am 25. Mai 2008 kündigte Sneh seinen Austritt aus der Arbeitspartei und die Schaffung einer neuen Partei – Jisra'el Chazaka (Starkes Israel) – an. Er verließ die Knesset am 28. Mai und wurde durch Schachiw Schana’an ersetzt.
Sneh lebt in Herzlia. Er ist verheiratet und hat 2 Kinder.